# Holzkirchen in der Maramureș

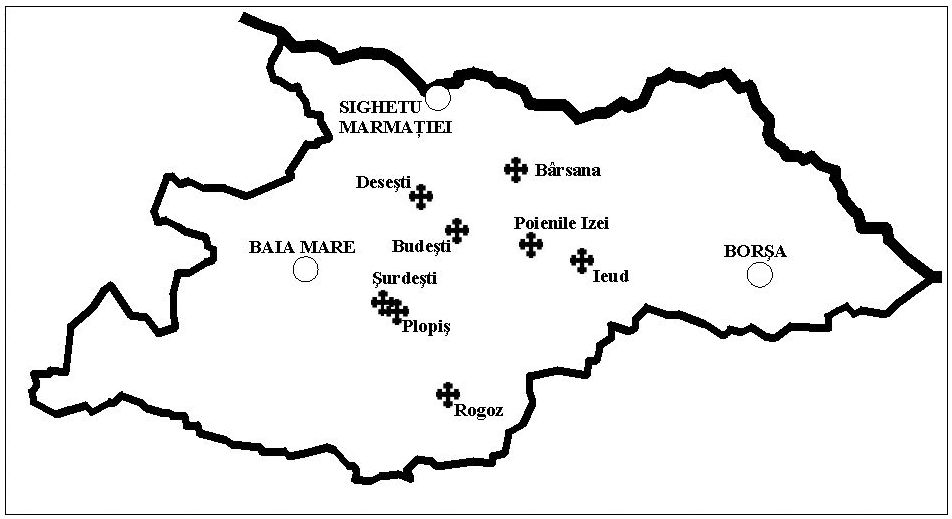
Die zum UNESCO-Weltkulturerbe zählenden Holzkirchen im rumänischen Kreis Maramureș

Die Holzkirchen in der Maramureș sind etwa 60 Kirchengebäude in der Region Maramureș, davon etwa 45 in Rumänien und ungefähr 15 in der Ukraine.

## Die acht Holzkirchen des Welterbes
Acht von ihnen – im rumänischen Kreis Maramureș gelegen – sind von der UNESCO zum Welterbe erklärt worden.
Diese Kirchen stehen in den Ortschaften
- Holzkirche in Bârsana (gebaut 1720)
- Holzkirche in Budești (1643)
- Holzkirche in Desești (1770)
- Holzkirche in Ieud (wohl um 1620)
- Holzkirche in Plopiș (1796/98)
- Holzkirche in Poienile Izei (1604)
- Holzkirche in Rogoz (1663)
- Holzkirche in Șurdești (1766)

Die UNESCO definierte diese acht Holzkirchen 1999 als herausragende Beispiele einer für Nordrumänien typischen Sakralarchitektur.
Die Kirchen stammen aus verschiedenen zeitlichen Epochen und weisen dementsprechend unterschiedliche Stilelemente auf. Trotzdem repräsentieren sie zusammen die Tradition des Kirchenbaus in dieser Region. Wegen eines Verbotes, in Siebenbürgen orthodoxe Kirchen aus Stein zu errichten, wurden die archaisch wirkenden Kirchengebäude aus Holz gebaut. Verwendet wurden Buchen-, Eichen-, Tannen- und Ulmenholz.
Die charakteristischen, sehr schlanken Glockentürme befinden sich an der Westseite der Gebäude. Alle acht Kirchen haben mit Schindeln gedeckte Dächer.
Im Inneren folgt die Ausstattung der orthodoxen Kirche. Auf Holz gemalte Fresken zeigen Motive des Alten Testaments. Dargestellt ist auch das Leben diverser Heiliger.
Die Kirche in Cuhea verfügt nicht über Kirchenglocken; hier werden die Gläubigen durch Schlagen eines „Stundenholzes“ zur Andacht gerufen.

## Liste der Holzkirchen von Maramureș

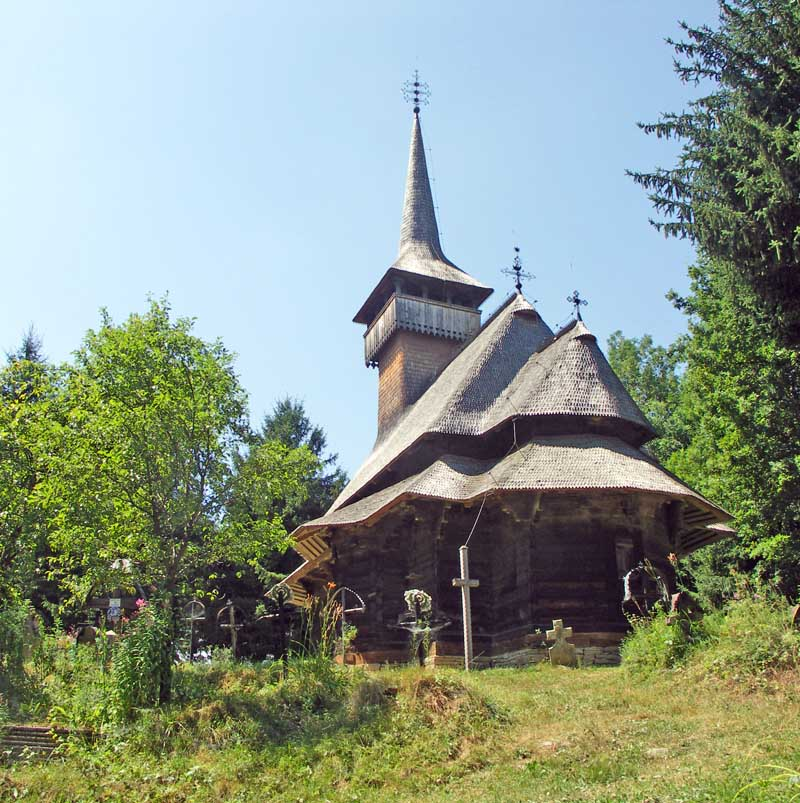
Holzkirche von Călinesti Susani

Es folgt eine Liste erhaltener Holzkirchen, ergänzt durch einige nicht mehr existierende Kirchen (kursiver Text). Aufgeführt sind hier die Kirchen in der historischen Region Maramureș, die nicht zu verwechseln ist mit dem Kreis Maramureș.
- Cosău-Tal
  - Budești Susani
  - Budești Josani
  - Sârbi Susani
  - Sârbi Josani
  - Călinești Căeni
  - Călinești Susani
  - Cornești
  - Ferești
- Mara-Tal
  - Desești
  - Breb
  - Hoteni
  - Hărnicești
  - Sat Șugatag
  - Mănăstirea
  - Berbești
- Iza-Tal
  - Săliștea de Sus, Nistorești
  - Săliștea de Sus, Buleni
  - Dragomirești
  - Cuhea
  - Ieud Deal
  - Ieud Șes
  - Botiza
  - Botiza veche
  - Poienile Izei
  - Șieu
  - Rozavlea
  - Strâmtura
  - Slătioara
  - Glod
  - Văleni
  - Mănăstirea Bârsana
  - Nănești
  - Oncești
  - Valea Stejarului
- Vișeu-Tal
  - Borșa din Jos
  - Moisei Kloster
  - Moisei Susani
  - Moisei Josani
  - Repedea
  - Poienile de sub Munte
  - Rona de Jos
  - Crăciunești
- In der Ukraine
  - Kobylezka Poljana (ukrainisch Кобилецька Поляна, rumänisch Poiana Cobilei)
  - Wodyzja (ukrainisch Водиця, rumänisch Apșița)
  - Serednje Wodjane (ukrainisch Середнє Водяне, rumänisch Apșa de Mijloc) – 2 Kirchen
  - Nyschnja Apscha (ukrainisch Нижня Апша, rumänisch Apșa din Jos, Părău)
  - Hanytschi (ukrainisch Ганичі, rumänisch Gănești)
  - Neresnyzja (ukrainisch Нересниця, rumänisch Nereșnița)
  - Ternowo (ukrainisch Терново, rumänisch Târnova)
  - Kolodne (ukrainisch Колодне, rumänisch Darva)
  - Ruske Pole (ukrainisch Руське Поле, rumänisch Domneștii Mari)
  - Dulowo (ukrainisch Дулово, rumänisch Duleni)
  - Oleksandriwka (ukrainisch Олександрівка, rumänisch Sândreni)
  - Danylowo (ukrainisch Данилово, rumänisch Dănilești)
  - Krajnykowo (ukrainisch Крайниково, rumänisch Crăinicești)
  - Sokyrnyzja (ukrainisch Сокирниця, rumänisch Săclânța)
  - Stebliwka (ukrainisch Стеблівка, rumänisch Duboșari)
  - Nyschnje Selyschtsche (ukrainisch Нижнє селище, rumänisch Săliștea de Jos) – 1936–1937 nach Blansko im heutigen Tschechien versetzt